# Marcus Danielson
Marcus Andreas Danielson (* 8. April 1989 in Eskilstuna) ist ein schwedischer Fußballspieler. Der Abwehrspieler steht beim schwedischen Erstligisten Djurgårdens IF unter Vertrag.

## Karriere
Am Anfang seiner Karriere spielte Danielson bei seinen Heimatvereinen Skogstorps und Eskilstuna, bevor er im Sommer 2007 ein erfolgreiches Probetraining für Helsingborgs IF absolvieren durfte und anschließend einen Vertrag unterzeichnete. Nach seinem Wechsel hatte er Schwierigkeiten sich in der ersten Mannschaft des schwedischen Spitzenklubs durchzusetzen, woraufhin er nach zwei Jahren ohne Einsatz ablösefrei zum Drittligisten Västerås SK wechselte.
Dort kam er zu erheblich mehr Spielzeit und war ein wesentlicher Bestandteil der ersten Mannschaft, welche in der Saison 2009/10 Drittligameister wurde und in die Superettan aufsteigen konnte. Während seiner Zeit bei Västerås spielte Danielson, zusammen mit seinem späteren Nationalmannschaftskollegen Victor Lindelöf, in der Innenverteidigung.
Am 8. Februar 2012 wechselte er zum Allsvenskan-Aufsteiger GIF Sundsvall und gab am 31. März, bei einer 0:1-Niederlage gegen Kalmar FF, sein Erstliga-Debüt.
Im Februar 2018 verließ Danielson den Klub in Richtung Djurgårdens IF. Bei seinem ersten Ligaspiel erzielte er das 1:0-Siegtor gegen Östersunds FK und gewann in derselben Saison den schwedischen Pokal.
In der Meisterschaftssaison 2019 kam Danielson auf 27 Ligaeinsätze und wurde am Ende zum besten Spieler der Saison gewählt.
Am 28. Februar 2020 wechselte er für die vereinsinterne Rekordablösesumme von fünf Millionen Euro in die Chinese Super League, zu Dalian Yifang. Bis 2022 absolvierte er dort 26 Spiele und konnte drei Tore erzielen.
Im Juni 2022 wurde bekannt, dass Danielson seinen noch laufenden Vertrag nicht mehr erfüllen wird. Vorausgegangen waren ausstehende Gehaltszahlungen.

## Nationalmannschaft
Am 7. Oktober 2019 wurde Danielson als Ersatz für den verletzten Innenverteidiger Pontus Jansson in den Kader der schwedischen Nationalmannschaft für die Qualifikationsspiele zur UEFA Euro 2020 gegen Malta und Spanien berufen. Zehn Minuten nach seiner Einwechslung erzielte er das 4:0-Siegtor gegen Malta. Am 14. November 2020 erzielte er in der UEFA Nations League A 2020/21 beim 2:1-Sieg gegen Kroatien sein zweites Länderspieltor.
Mit der schwedischen Auswahl erreichte er bei der Europameisterschaft 2021 das Achtelfinale, wo Schweden gegen die Ukraine ausschied. In jenem Spiel wurde Danielson von Schiedsrichter Daniele Orsato mit der roten Karte nach einem schweren Foul an Artem Bjessjedin ausgeschlossen.
Am 12. Mai 2022 gab Danielson seinen Rücktritt von der Nationalmannschaft bekannt. Er absolvierte insgesamt 19 Spiele und konnte dabei drei Tore erzielen.

## Statistiken

### Verein
- Stand: 20. Juni 2022[20]

| Verein          | Saison | Liga                 | Liga   | Liga | Nationaler Pokal | Nationaler Pokal | Kontinental | Kontinental | Andere | Andere | Gesamt | Gesamt |
| Verein          | Saison | Liga                 | Spiele | Tore | Spiele           | Tore             | Spiele      | Tore        | Spiele | Tore   | Spiele | Tore   |
| --------------- | ------ | -------------------- | ------ | ---- | ---------------- | ---------------- | ----------- | ----------- | ------ | ------ | ------ | ------ |
| IFK Eskilstuna  | 2006   | Division 2           |        |      | –                | –                | –           | –           | –      | –      |        |        |
| IFK Eskilstuna  | 2007   | Division 2           |        |      | –                | –                | –           | –           | –      | –      |        |        |
| IFK Eskilstuna  | Gesamt | Gesamt               | 32     | 4    | 0                | 0                | –           | –           | –      | –      | 32     | 4      |
| Helsingborgs IF | 2008   | Allsvenskan          | 0      | 0    | 0                | 0                | –           | –           | –      | –      | 0      | 0      |
| Västerås SK     | 2009   | Division 1           | 12     | 2    | 0                | 0                | –           | –           | –      | –      | 12     | 2      |
| Västerås SK     | 2010   | Division 1           | 25     | 5    | 0                | 0                | –           | –           | –      | –      | 25     | 5      |
| Västerås SK     | 2011   | Superettan           | 30     | 8    | 0                | 0                | –           | –           | –      | –      | 30     | 8      |
| Västerås SK     | Gesamt | Gesamt               | 67     | 15   | 0                | 0                | –           | –           | –      | –      | 67     | 15     |
| GIF Sundsvall   | 2012   | Allsvenskan          | 29     | 1    | 2                | 0                | –           | –           | 2      | 0      | 33     | 1      |
| GIF Sundsvall   | 2013   | Superettan           | 29     | 3    | 4                | 0                | –           | –           | 2      | 0      | 35     | 4      |
| GIF Sundsvall   | 2014   | Superettan           | 28     | 1    | 0                | 0                | –           | –           | –      | –      | 28     | 1      |
| GIF Sundsvall   | 2015   | Allsvenskan          | 8      | 0    | 0                | 0                | –           | –           | –      | –      | 8      | 0      |
| GIF Sundsvall   | 2016   | Allsvenskan          | 30     | 0    | 4                | 0                | –           | –           | –      | –      | 34     | 0      |
| GIF Sundsvall   | 2017   | Allsvenskan          | 27     | 5    | 1                | 0                | –           | –           | –      | –      | 28     | 5      |
| GIF Sundsvall   | 2018   | Allsvenskan          | 0      | 0    | 1                | 0                | –           | –           | –      | –      | 1      | 0      |
| GIF Sundsvall   | Gesamt | Gesamt               | 151    | 10   | 12               | 0                | –           | –           | 4      | 0      | 167    | 10     |
| Djurgårdens IF  | 2018   | Allsvenskan          | 25     | 2    | 2                | 0                | –           | –           | –      | –      | 27     | 2      |
| Djurgårdens IF  | 2019   | Allsvenskan          | 27     | 4    | 0                | 0                | 2           | 0           | –      | –      | 29     | 4      |
| Djurgårdens IF  | Gesamt | Gesamt               | 52     | 6    | 2                | 0                | 2           | 0           | –      | –      | 56     | 6      |
| Dalian Yifang   | 2020   | Chinese Super League | 16     | 1    | 0                | 0                | –           | –           | –      | –      | 16     | 1      |
| Dalian Yifang   | 2021   | Chinese Super League | 10     | 2    | 0                | 0                | –           | –           | 2      | 0      | 12     | 2      |
| Dalian Yifang   | Gesamt | Gesamt               | 26     | 3    | 0                | 0                | –           | –           | 2      | 0      | 28     | 3      |
| Gesamt          | Gesamt | Gesamt               | 328    | 38   | 14               | 0                | 2           | 0           | 6      | 0      | 350    | 38     |

### Nationalmannschaft
- Stand: 12. Mai 2022[19]

| Schweden | Schweden | Schweden |
| Jahr     | Spiele   | Tore     |
| -------- | -------- | -------- |
| 2019     | 2        | 1        |
| 2020     | 5        | 1        |
| 2021     | 10       | 1        |
| 2022     | 2        | 0        |
| Gesamt   | 19       | 3        |

## Erfolge

### Verein
Västerås SK
- Division 1: 2009/10

Djurgårdens IF
- Fotbollsallsvenskan: 2018/19
- Svenska Cupen: 2017/18

### Individuell
- Allsvenskan-Spieler des Jahres: 2019
- Allsvenskan-Verteidiger des Jahres: 2019
- Allsvenskan-Spieler des Monats: 2019